# Manims
Els manims (en llatí manimi) eren una de les tribus dels ligis o lugions que vivien al nord-est de Germània, dels que parla Tàcit a Germània.
Ocupaven el país al sud dels burgundis entre l'Oder i el Vistula. Segurament eren els mateixos que els omans (omani o Omanni, Ὀμαννοί) esmentats per Claudi Ptolemeu.